# Kyle Christener
Kyle Christner (hiện đang ở trong band Nosedive) đã từng là tay ghita bass cho đĩa Hybrid Theory EP của Linkin Park (phát hành năm 1999), trong khoảng thời gian Phoenix vắng mặt vì phải góp sức cho The Snax. Sau đó anh được thay thế bằng Scott Koziol và Ian Hornbeck trong album đầu tay của Linkin Park, Hybrid Theory.